# Gouvernement Voronezj
Het gouvernement Voronezj (Russisch: Воронежская губерния; Voronezhskaja goebernija) was een gouvernement (goebernija) van het keizerrijk Rusland. Het gouvernement ontstond uit het gouvernement Azov, en het gebied van het gouvernement ging later op in de oblast Centrale Zwarte Aarde. Het gouvernement grensde aan de gouvernementen Tambov, Saratov, Charkov, Koersk, Orjol en de oblast Donlegioen. De hoofdstad was Voronezj.

## Geschiedenis
Het gouvernement ontstond uit het gouvernement Azov, dat door een oekaze van tsaar Peter I van Rusland op 29 december 1708 opgericht werd. De hoofdstad werd na 1715 verplaatst naar Voronezj.

### Voor 1779
Het gouvernement was verdeeld in vijf provincies namelijk Bachmoet, Sjatsk, Tambov, Voronezj en Jelets. De steden Kroetogorje, Leninov en Lipetsk waren onderdeel van de Lipetsk IJzerwerken. In 1727 werden deze steden onderdeel van de provincie Bachmoet.
Tijdens de 18e eeuw werden een aantal van deze dorpen ontmanteld en een aantal andere steden werden in latere bronnen opgetekend als steden. In 1765 werd de provincie Bachmoet overgedragen aan het gouvernement Novosibirsk. In 1765 werden de provincies afgeschaft en het gouvernement werd onderverdeeld in oejezden.
In de volgende jaren vonden er meer hervormingen plaats. Bij deze hervormingen werden de gouvernementen geleidelijk afgeschaft en vervangen door onderkoninkrijken. In 1778 werden delen van het gouvernement overgedragen aan de onderkoninkrijken Rjazan en Orjol. In 1779 werd de oejezd Valoejsk overgedragen aan het gouvernement Voronezj. In 1779 werd het gouvernement afgeschaft. In 1779 werden de onderkoninkrijken Tambov en Voronezj opgericht en in 1780 werd het onderkoninkrijk Perm opgericht.

### Na 1796
In 1796 werd het onderkoninkrijk afgeschaft en het gouvernement heropgericht. Het gouvernement bestond toen uit negen oejezden.
In 1802 werden de oejezden Bogoetsjar, Ostrogozj en Starobel van het gouvernement Sloboda-Oekraïne en het oejezd Novochopjor van het gouvernement Saratov. In 1824 werd de oejezd Starobel overgedragen aan het gouvernement Sloboda-Oekraïne.
In 1923 bestond het gouvernement na een aantal hervormingen uit twaalf oejezden. In 1924 werden de oejezden Zadon, Kalatsjejev en Pavlov afgeschaft. Het gebied werd ondergebracht in het oblast Centrale Zwarte Aarde.
Op 13 juni 193 werd door een decreet van het Heel-Russisch Centraal Uitvoerend Comité afgeschaft. Het gebied werd onderdeel van de oblasten Voronezj en Koersk.

## Gouverneurs
- 1726 Grigori Petrovitsj Tsernisjov
- 1726–1727 Ivan Michailovitsj Licharev
- 1728 Ivan Vasiljevitsj Strekalov
- 1727-1728 Ivan Petrovitsj Izmailov
- 1728-1734 Igor Ivanovitsj Pasjkov
- 1734-1735 Aleksej Antonovitsj Miakinin
- 1736-? Vasili Jakovlevitsj Levasjov, gouverneur generaal
- 1740-1741 Grigori Aleksejevistj Oeroesov
- 1741-1744 Vasili Michailovitsj Goerjev
- 1747-1760 Aleksej Michailovitsj Poesjkin
- 1760 Ivan Rodionovitsj Kosjelev, actief gouverneur
- 1761-1763 Fjodor Jakovlevitsj Zjilin
- 1763-1764 Grigori Prokopjevitsj Tolstoj
- 1764-1766 Aleksandr Petrovitsj Lachinov
- 1766-1773 Aleksej Michailovitsj Maslov
- 1773-1775 Niolaj Lavrentjevitsj Sjetnev
- 1775-1779 Ivan Aleksejevitsj Potapov
- 1797-1800 Aleksandr Borisovitsj Sontsov
- 1800-1805 Fjodor Alksejevitsj Poesjkin
- 1805-1811 Aleksandr Borisovitsj Sontsov
- 1811-1812 Matvej Petrovitsj Sjter
- 1812-1817 Michail Ivanovitsj Bravin
- 1817-1819 Niolaj Porfirjevitsj Doebenski
- 1819-1820 Aleksej Ivanovitsj Snoertsjevski
- 1820-1824 Pjotr Aleksandrovitsj Sontsov
- 1824-1826 Niolaj Ivanovitsj Krivtsov
- 1826-1830 Boris Antonovitsj Aderkas
- 1830-1836 Dmitri Nikitovitsj Begitsjev
- 1836-1841 Niolaj Ivanovitsj Lodygin
- 1841 Vladimir Porfirjevitsj Molostvov
- 1841-1846 Christophor Hoven von der Bar
- 1846-1853 Niolaj Andrejevitsj Langel
- 1853-1857 Joeri Aleksejevitsj Dolgoroekov
- 1857-1859 Niolaj Petrovitsj Sinelnikov
- 1859-1861 Dmitri Niolajevitsj Tolstoj
- 1861-1864 Michail Ivanovitsj Tsjertkov
- 1864-1871 Vladimir Andrejevitsj Troebetskoj
- 1871-1874 Dmitri Fjodorovitsj Kovanko
- 1874-1878 Michail Aleksandrovitsj Obolenski
- 1878-1890 Aleksej Vasilievich Bogdanovitsj
- 1890-1894 Evgeni Aleksandrovitsj Kurovski
- 1894-1898 Vladimir Zacharovitsj Kolenko
- 1898-1902 Pavel Aleksandrovitsj Sleptsov
- 1902-1906 Sergej Sergejevitsj Andrejevski
- 1906-1909 Michail Michailovitsj Bibikov
- 1909-1914 Sergej Ivanovitsj Golik
- 1914-1915 Georgi Boleslavovitsj Petkevitsj, actief gouverneur
- 1915-1917 Michail Dmitrijevitsj Jersjov